# 노스크립트
NoScript(NoScript Security Suite)는 모질라 파이어폭스, 시몽키, 기타 모질라 기반 웹 브라우저, 구글 크롬,의 자유 소프트웨어 확장 기능으로, Giorgio Maone(모질라 시큐리티 그룹의 이탈리아 소프트웨어 개발자이자 일원)가 개발, 유지보수하였다.

## 기능
- 활성화된 콘텐츠 차단
- 안티XSS 보호

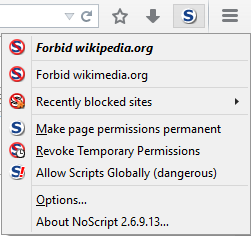
The classic NoScript menu in Firefox

- ABE (Application Boundaries Enforcer)
- ClearClick (anti-clickjacking)
- HTTPS 강화

## 같이 보기
- 콘텐츠 보안 정책
- 유블록 오리진